# Chicán
Chicán es una pequeña localidad de menos de mil habitantes en el municipio de Tixméhuac, estado de Yucatán, en México. 

## Toponimia
El nombre (Chicán) proviene del idioma maya.

## Datos históricos
- En 1980 cambia su nombre de Chicam a Chicán.

## Demografía
Según el censo de 2005 realizado por el INEGI, la población de la localidad era de 572 habitantes, de los cuales 297 eran hombres y 275 eran mujeres.
| 119                         | 102 | 139 | 158 | 182 | 211 | 278 | 358 | 429 | 499 | 567 |
| (Fuente: INEGI [Consultar]) |     |     |     |     |     |     |     |     |     |     |